# Терра-Лемнія
Тера-Лемнія (рос. терра-Лемния, англ. terra Lemnia, нім. Terra f Lemnia) – мінерал, землиста суміш галуазиту й гідроксидів заліза з родовищ Лемносу (Греція). (Назва - P.Dioscorides, 50).

## Інтернет-ресурси
- Islands of the Archipelago.
- Geological Survey professional paper